# 英國駐噶大克商務委員
英國駐噶大克商務委員是根據1904年《拉薩條約》英國派駐西藏噶大克的外交官員職位。

## 歷史
英印駐噶大克商務委員的職責是照顧印度行商，配25名士兵。他每年5月從甘托克出發，赴噶大克，巡視重要商業點，11月從方便的山口返回印度，也就是說駐任時間在夏季。
歷任駐噶大克商務委員：
1. 塔克齋（Thakur Jai Chand），1904年11月首任，1912年1月卸任。
2. 達斯（Lala Devi Das）1912年1月-1925年3月。
3. 冉姆（Chaudhri Pala Ram）1925年3月-1928年。
4. 辛格（Thakur Hayat Singh）1928年-1929年。
5. 然姆醫生（Dr.Kanshi Ram）1929年-1941年。
6. 班巴次仁（Rai Sahib Pemba Tsering），1941年-1943年冬季。
7. 索南土登（Rai Sahib Sonam Tobden），1943年-1944年3月。
8. 辛格（Lachhman Singh, Lachhman一作Lakshman），1946年-1950年代末。
9. 阿·克·巴克希（「巴克希」源於蒙語，意為「教師」），1961年。